# Суперкубок Англії з футболу 1909
Суперкубок Англії з футболу 1909 — 2-й розіграш турніру. Матч відбувся 28 квітня 1909 року між переможцем Футбольної ліги Англії клубом «Ньюкасл Юнайтед» та переможцем Південної Футбольної ліги клубом «Нортгемптон Таун».
| Володар Суперкубка Англії 1909 |
| ------------------------------ |
|                                |
| «Ньюкасл Юнайтед» Перший титул |

## Учасники
| Клуб               | Участей | Роки (жирним виділено перемоги) |
| ------------------ | ------- | ------------------------------- |
| «Ньюкасл Юнайтед»  | дебют   |                                 |
| «Нортгемптон Таун» | дебют   |                                 |

## Матч

### Деталі
| 28 квітня 1909 |

| «Ньюкасл Юнайтед» | 2–0      | «Нортгемптон Таун» |
| ----------------- | -------- | ------------------ |
| Аллан Ратерфорд   | Протокол |                    |

| Стемфорд Бридж, Лондон Глядачів: 7 000 |

|  |  |

| В                |  | Джиммі Лоуренс   |
| З                |  | Білл Маккрейкен  |
| З                |  | Тоні Вайтсон     |
| ПЗ               |  | Пітер Маквілліам |
| ПЗ               |  | Девід Вілліс     |
| ПЗ               |  | Колін Вейтч (к)  |
| Н                |  | Джек Аллан       |
| Н                |  | Ендрю Андерсон   |
| Н                |  | Джордж Вілсон    |
| Н                |  | Джок Ратерфорд   |
| Н                |  | Джеймс Гоуві     |
| Головний тренер: |  |                  |
| Френк Ватт       |  |                  |

| В                |  | Джордж Куч     |
| З                |  | Боб Бонтрон    |
| З                |  | Ллойд Дейвіс   |
| ПЗ               |  | Джок Меннінг   |
| ПЗ               |  | Дейв Маккартні |
| ПЗ               |  | Фред Данклі    |
| Н                |  | Фред Дайярмід  |
| Н                |  | Роберт Волкер  |
| Н                |  | Фред Лессонс   |
| Н                |  | Алберт Льюїс   |
| Н                |  | Едвін Фрімен   |
| Головний тренер: |  |                |
| Герберт Чепмен   |  |                |